# Baradan
Baradan fou una vila d'Iraq d'època abbàssida a 24 km al nord de Bagdad en direcció a Samarra propera al riu Tigris en la seva confluència amb el Nahr al-Khalis.
El nom derivaria del persa Bardah-dan (Lloc de presoners) que podria ser una colònia de jueus instal·lada per Nabucodonosor. El califa al-Mansur (754-775) hi va residir per un temps abans de decidir construir Bagdad. Correspon a les modernes ruïnes de Bedran.